# Radical Action (To Unseat the Hold of Monkey Mind)
Radical Action (To Unseat the Hold of Monkey Mind) je koncertní album britské rockové skupiny King Crimson. Bylo vydáno v září 2016 vydavatelstvím Discipline Global Mobile.
Album Radical Action je kompilací živých nahrávek pořízených v roce 2015 na koncertech King Crimson v Japonsku, Francii a Kanadě. Zachyceny jsou zde všechny skladby, které skupina hrála, ovšem, oproti předchozí desce Live in Toronto, nikoliv v autentickém pořadí z vystoupení. Písně byly seřazeny do tří souvisejících bloků, které byly rozděleny na tři CD. Mix skladeb byl proveden téměř ve studiové úpravě, bez slyšitelného publika. Na přiloženém BD se nachází kompletní videozáznam jednoho japonského koncertu se zvukem ve vysoké kvalitě. Limitovaná edice obsahovala navíc i dvojici DVD, na nichž videozáznam z BD.

## Seznam skladeb
| Disk 1 – Mainly Metal | Disk 1 – Mainly Metal                              | Disk 1 – Mainly Metal               | Disk 1 – Mainly Metal             | Disk 1 – Mainly Metal |
| Pořadí                | Název                                              | Autor                               | Původní album                     | Délka                 |
| --------------------- | -------------------------------------------------- | ----------------------------------- | --------------------------------- | --------------------- |
| 1.                    | Larks' Tongues in Aspic: Part One                  | Cross, Fripp, Wetton, Bruford, Muir | Larks' Tongues in Aspic (1973)    | 10:36                 |
| 2.                    | Radical Action (To Unseat the Hold of Monkey Mind) | Fripp                               | —                                 | 3:41                  |
| 3.                    | Meltdown                                           | Jakszyk, Fripp                      | —                                 | 4:22                  |
| 4.                    | Radical Action II                                  | Fripp                               | —                                 | 2:27                  |
| 5.                    | Level Five                                         | Belew, Fripp, Gunn, Mastelotto      | The Power to Believe (2003)       | 6:46                  |
| 6.                    | The Light of Day                                   | Jakszyk, Fripp, Collins             | A Scarcity of Miracles (2011)     | 5:49                  |
| 7.                    | The Hell Hounds of Krim                            | Harrison, Rieflin, Mastelotto       | —                                 | 3:36                  |
| 8.                    | The ConstruKction of Light                         | Belew, Fripp, Gunn, Mastelotto      | The ConstruKction of Light (2000) | 6:24                  |
| 9.                    | The Talking Drum                                   | Cross, Fripp, Wetton, Bruford, Muir | Larks' Tongues in Aspic (1973)    | 3:49                  |
| 10.                   | Larks' Tongues in Aspic Part Two                   | Fripp                               | Larks' Tongues in Aspic (1973)    | 6:39                  |

| Disk 2 – Easy Money Shots | Disk 2 – Easy Money Shots      | Disk 2 – Easy Money Shots                      | Disk 2 – Easy Money Shots      | Disk 2 – Easy Money Shots |
| Pořadí                    | Název                          | Autor                                          | Původní album                  | Délka                     |
| ------------------------- | ------------------------------ | ---------------------------------------------- | ------------------------------ | ------------------------- |
| 1.                        | Peace                          | Harrison, Rieflin, Mastelotto                  | In the Wake of Poseidon (1970) | 2:05                      |
| 2.                        | Pictures of a City             | Fripp, Sinfield                                | In the Wake of Poseidon (1970) | 8:14                      |
| 3.                        | Banshee Legs Bell Hassle       | Harrison, Rieflin, Mastelotto                  | —                              | 1:37                      |
| 4.                        | Easy Money                     | Fripp, Wetton, Palmer-James                    | Larks' Tongues in Aspic (1973) | 8:23                      |
| 5.                        | VROOOM                         | Belew, Fripp, Levin, Gunn, Bruford, Mastelotto | THRAK (1995)                   | 4:53                      |
| 6.                        | Suitable Grounds for the Blues | Jakszyk, Fripp                                 | —                              | 4:48                      |
| 7.                        | Interlude                      | Fripp                                          | —                              | 2:20                      |
| 8.                        | The Letters                    | Fripp, Sinfield                                | Islands (1971)                 | 6:28                      |
| 9.                        | Sailor's Tale                  | Fripp                                          | Islands (1971)                 | 6:38                      |
| 10.                       | A Scarcity of Miracles         | Jakszyk, Fripp, Collins                        | A Scarcity of Miracles (2011)  | 6:50                      |

| Disk 3 – Crimson Classics | Disk 3 – Crimson Classics      | Disk 3 – Crimson Classics                   | Disk 3 – Crimson Classics               | Disk 3 – Crimson Classics |
| Pořadí                    | Název                          | Autor                                       | Původní album                           | Délka                     |
| ------------------------- | ------------------------------ | ------------------------------------------- | --------------------------------------- | ------------------------- |
| 1.                        | Red                            | Fripp                                       | Red (1974)                              | 6:28                      |
| 2.                        | One More Red Nightmare         | Fripp, Wetton                               | Red (1974)                              | 6:01                      |
| 3.                        | Epitaph                        | Fripp, McDonald, Lake, Giles, Sinfield      | In the Court of the Crimson King (1969) | 8:41                      |
| 4.                        | Starless                       | Cross, Fripp, Wetton, Bruford, Palmer-James | Red (1974)                              | 12:14                     |
| 5.                        | Devil Dogs of Tessellation Row | Harrison, Rieflin, Mastelotto               | —                                       | 2:58                      |
| 6.                        | The Court of the Crimson King  | McDonald, Sinfield                          | In the Court of the Crimson King (1969) | 6:57                      |
| 7.                        | 21st Century Schizoid Man      | Fripp, McDonald, Lake, Giles, Sinfield      | In the Court of the Crimson King (1969) | 10:53                     |
| Celková délka:            | Celková délka:                 | Celková délka:                              | Celková délka:                          | 160:37                    |

## Obsazení
- Pat Mastelotto – bicí, elektronické bicí, perkuse
- Bill Rieflin – bicí, elektronické bicí, perkuse, syntezátor
- Gavin Harrison – bicí, perkuse
- Robert Fripp – kytara, kytarový syntezátor, klávesy, Soundscapes
- Jakko Jakszyk – kytara, zpěv
- Tony Levin – baskytara, elektrický kontrabas, Chapman Stick, doprovodné vokály
- Mel Collins – saxofon, flétna